# Естер Вільямс
Естер Вільямс (англ. Esther Williams; 8 серпня 1921 — 6 червня 2013) — американська плавчиня, акторка та сценаристка, зірка «водного мюзиклу» 1940-50 років, яку називали «Американською русалонькою» та «Русалонькою Голівуду». Авторка автобіографії.

## Фільмографія
| Рік  |   | Українська назва              | Оригінальна назва            | Роль                      |
| ---- | - | ----------------------------- | ---------------------------- | ------------------------- |
| 1942 | ф | Подвійне життя Енді Гарді     | Andy Hardy's Double Life     | Шила Брукс                |
| 1942 | ф |                               | Inflation                    | місіс Сміт                |
| 1943 | ф | Хлопець на ім'я Джо           | A Guy Named Joe              | Еллен Брайт               |
| 1944 | ф |                               | Bathing Beauty               | Керолін Брукс             |
| 1945 | ф |                               | Thrill of a Romance          | Синтія Гленн              |
| 1946 | ф |                               | Ziegfeld Follies             | Кей Лоррісон              |
| 1946 | ф | Одружуватися легко            | Easy to Wed                  | Конні Аленбері Чендлер    |
| 1946 | ф | Поки пливуть хмари            | Till the Clouds Roll By      | у ролі самої себе         |
| 1947 | ф | Фієста                        | Fiesta                       | Марія Моралес             |
| 1947 | ф | Цього разу назавжди           | This Time for Keeps          | Леонора «Нора» Камбаретті |
| 1948 | ф | На острові з тобою            | On an Island with You        | Розалін Рейнольдз         |
| 1949 | ф | Візьми мене на бейсбол        | Take Me Out to the Ball Game | Кей Сі Хіґінз             |
| 1949 | ф | Донька Нептуна                | Neptune's Daughter           | Ів Баретт                 |
| 1950 | ф | Герцогиня Айдахо              | Duchess of Idaho             | Крістін Рівертон Данкан   |
| 1950 | ф | Язичницька любовна пісня      | Pagan Love Song              | Мімі Беннетт              |
| 1951 | ф | Карнавал у Техасі             | Texas Carnival               | Дебі Телфорд              |
| 1951 | ф |                               | Callaway Went Thataway       | у ролі самої себе         |
| 1952 | ф |                               | Skirts Ahoy!                 | Вітні Янґ                 |
| 1952 | ф | Русалонька на мільйон доларів | Million Dollar Mermaid       | Аннетт Келлерман          |
| 1953 | ф |                               | Dangerous When Wet           | Кеті Хіґінз               |
| 1953 | ф | Легко кохати                  | Easy to Love                 | Джулі Галлертон           |
| 1955 | ф | Кохана Юпітера                | Jupiter's Darling            | Амітіс                    |
| 1956 | ф |                               | The Unguarded Moment         | Лоіс Конвей               |
| 1957 | с |                               | Lux Video Theatre            | Вікі                      |
| 1958 | ф |                               | Raw Wind in Eden             | Лора                      |
| 1960 | с | Шоу Донни Рід                 | The Donna Reed Show          | Моллі                     |
| 1960 | с |                               | Zane Grey Theater            | Сара Гармон               |
| 1961 | ф | Велике шоу                    | The Big Show                 | Гіларі Аллен              |
| 1950 | с |                               | The Bob Hope Show            |                           |
| 1994 | ф |                               | That's Entertainment! III    | у ролі самої себе         |